# Alda Verona
Alda Verona, nome artístico de Celeste Coelho Brandão, (Rio de Janeiro, 10 de outubro de 1898 — 1989) foi uma cantora e radioatriz brasileira.
Nasceu no bairro da Tijuca, tendo sido educada nos melhores colégios cariocas. Destacava-se nas festas escolares e mostrava grande desejo de ser artista, tendo aulas de canto.
Em 1925, mudou-se com a família para o Recife, onde teve a oportunidade de cantar pela primeira vez uma opereta: Berenice, de Nelson Paixão e Valdemar de Oliveira. Voltando ao Rio de Janeiro, começou a se apresentar na Rádio Sociedade, cantando música de câmara, sua especialidade.
Gravou o primeiro disco em agosto de 1929, na Odeon, cantando Caboca cheirosa (Valdemar de Oliveira e Raimundo Brito) e Maracatu (Valdemar de Oliveira e Ascenso Ferreira), acompanhada de Nelson Ferreira ao piano. Ambas as canções são da opereta supracitada. Gravou outros discos até o ano seguinte, adquirindo certo prestígio com sua voz de soprano e dicção primorosa.
Voltou a gravar dois anos depois, agora na Victor, estreando com a versão dum sucesso internacional: a valsa Canção de amor cubano (Dorothy Fields, Jimmy McHugh e Herbert Stothart, versão de Ari Kerner), do filme Melodia Cubana, acompanhada de Harry Kosarin e Seus Almirantes. Foi sua interpretação mais famosa.
Em 1933, gravou a Canção do abandono (Joubert de Carvalho e Olegário Mariano) em duo com César Pereira Braga e, no ano seguinte, encerrou sua carreira fonográfica ao lançar seus dois últimos discos, com a valsa Teus lábios fugiram dos meus (Sivan Castelo Neto) e as canções Diga-me uma vez (Willy Schmidt Gentner, versão de Sivan Castelo Neto), Tão fácil a felicidade (Valdemar de Oliveira) e Exaltação (Valdemar Henrique e Valentina Biosca), que lhe rendeu uma premiação da gravadora Victor.
Iniciou sua carreira de radioatriz por acaso, no Programa Casé, uma vez, substituindo uma intérprete que havia faltado. Atuou como atriz nos filmes Cisne Branco, de Luís de Barros, em 1940, e O Dia É Nosso, de Milton Rodrigues, em 1941. No ano seguinte, foi contratada pela Rádio Nacional para o seu radioteatro, lá permanecendo por exatos trinta anos, intepretando diversos papéis.